# Dosante
Dosante es una localidad del municipio burgalés de Merindad de Valdeporres, en la Comunidad Autónoma de Castilla y León.
La iglesia está dedicada a Santa María la Mayor.

## Localidades limítrofes
Confina con las siguientes localidades:
- Al noreste con San Martín de Porres.
- Al sureste con Pedrosa de Valdeporres.
- Al sur con Cidad de Valdeporres.
- Al noroeste con Ahedo de las Pueblas y Busnela.

## Demografía
Evolución de la población
| Gráfica de evolución demográfica de Dosante entre 2000 y 2019      |
|                                                                    |
| Población de derecho (2000-2019) según el padrón municipal del INE |

## Historia
Así se describe a Dosante en el tomo VII del Diccionario geográfico-estadístico-histórico de España y sus posesiones de Ultramar, obra impulsada por Pascual Madoz a mediados del siglo XIX:

lugar en la provincia, diócesis, audiencia territorial y capitanía general de Burgos (17 leguas), partido judicial de Villarcayo (4 ½), ayuntamiento titulado de la merindad de Valdeporres; Situado en un valle muy estrecho, por cuya razón está bastante resguardado de los vientos; el clima es sano, y las enfermedades más comunes las estacionales. Tiene 11 casas; iglesia parroquial bajo la advocación de Nuestra Señora de las Nieves, servida por un cura párroco; cementerio en paraje ventilado, y buenas aguas para el consumo del vecindario. Confina con San Martín de las Ollas, Santelices, Ahedo de las Pueblas y Robledo. El terreno es montuoso y estéril, fertilizándolo las aguas del río Nela. Los caminos son de pueblo a pueblo; y las producciones trigo, cebada, centeno, morcajo, maíz, legumbres y leña; cría algún ganado lanar y vacuno; caza de liebres, conejos y perdices, y pesca de truchas, anguilas y otros peces menores. Industria: la agrícola. Población: 9 vecinos, 34 almas. Capital productivo: 54.210 reales. Imponible: 5.643.
Diccionario geográfico-estadístico-histórico de España y sus posesiones de Ultramar

## Comunicaciones
Tiene una conexión ferroviaria diaria con Bilbao y otra con León gracias a la estación de Dosante Cidad.